# Ozola leptogonia
Ozola leptogonia är en fjärilsart som beskrevs av George Francis Hampson 1902. Ozola leptogonia ingår i släktet Ozola och familjen mätare. Inga underarter finns listade i Catalogue of Life.